# بريان بورو

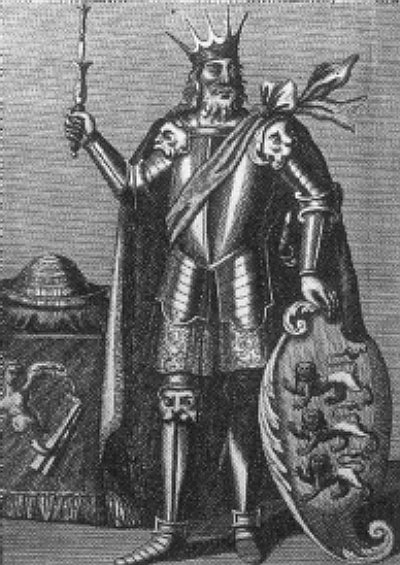
بريان بورو

برايان بورو أو بوروما (بالأيرلندية: Brian Bóruma mac Cennétig) (من كلمة أيرلندية تعني جزية)، ملك أعلى لأيرلندا ولد تقريبا عام 926 وأمضى شبابه يحارب الفايكنغ الدانماركيين الذين خرّبوا مونستر باستمرار. وكان الجزء الشمالي منه موطن قبيلة بريان وكانت مواجهاته معهم هي ما أكسبته الشهرة، وعندما قُتل أخوه ماهون عام 976 (والذي كان مونستر) فتقدم نحو الدانماركيين وهزمهم ثم طرد مالاخي ملك أيرلندا الأكبر عام 1002، وفي 23 ابريل 1014 التقى مع الدانماركيين في معركة كلونتارف التي انتهت بانتصار حاسم للأيرلنديين ولكنه قُتل في خيمته بعد المعركة ودُفن في أرماغ ويزعم أفراد قبيلة أوبريان نسبهم له.